# Ingeloane
De Ingeloane (ook Inge Loane) is een kanaal in de gemeente Dantumadeel in de Nederlandse provincie Friesland.
De Ingeloane lig circa 2 kilometer ten zuidwesten van Rinsumageest. Het is het verbindingskanaal tussen twee Friese meren, de Wijde Murk (Wide Moark) via de Murk (De Moark) in het noorden en het Eeltjemeer in het zuiden.